# Selånger
För ortens historia, se Selångers socken
Selånger är kyrkbyn i Selångers socken och en tätort i Sundsvalls kommun i Medelpad. Tätorten ligger i västra utkanten av Sundsvall och söder om Selångersån. Bebyggelsen ingick 2005-2010 i en småort namnsatt till Kungsnäs, Nävsta och Selånger.
I byn ligger Selångers kyrka, invigd 1781, nära en ruin av en kyrka från 1200-talet.
Uppsalagodset och kungsgården Näs, i dag Kungsnäs, omnämns i Hälsingelagen på 1320-talet, och var fogderesidens ända in på 1600-talet.
Selånger har givit namn till idrottsföreningen Selånger SK, vars bandylag var i Svenska bandyfinalen 1981 på såväl herr- som damsidan.

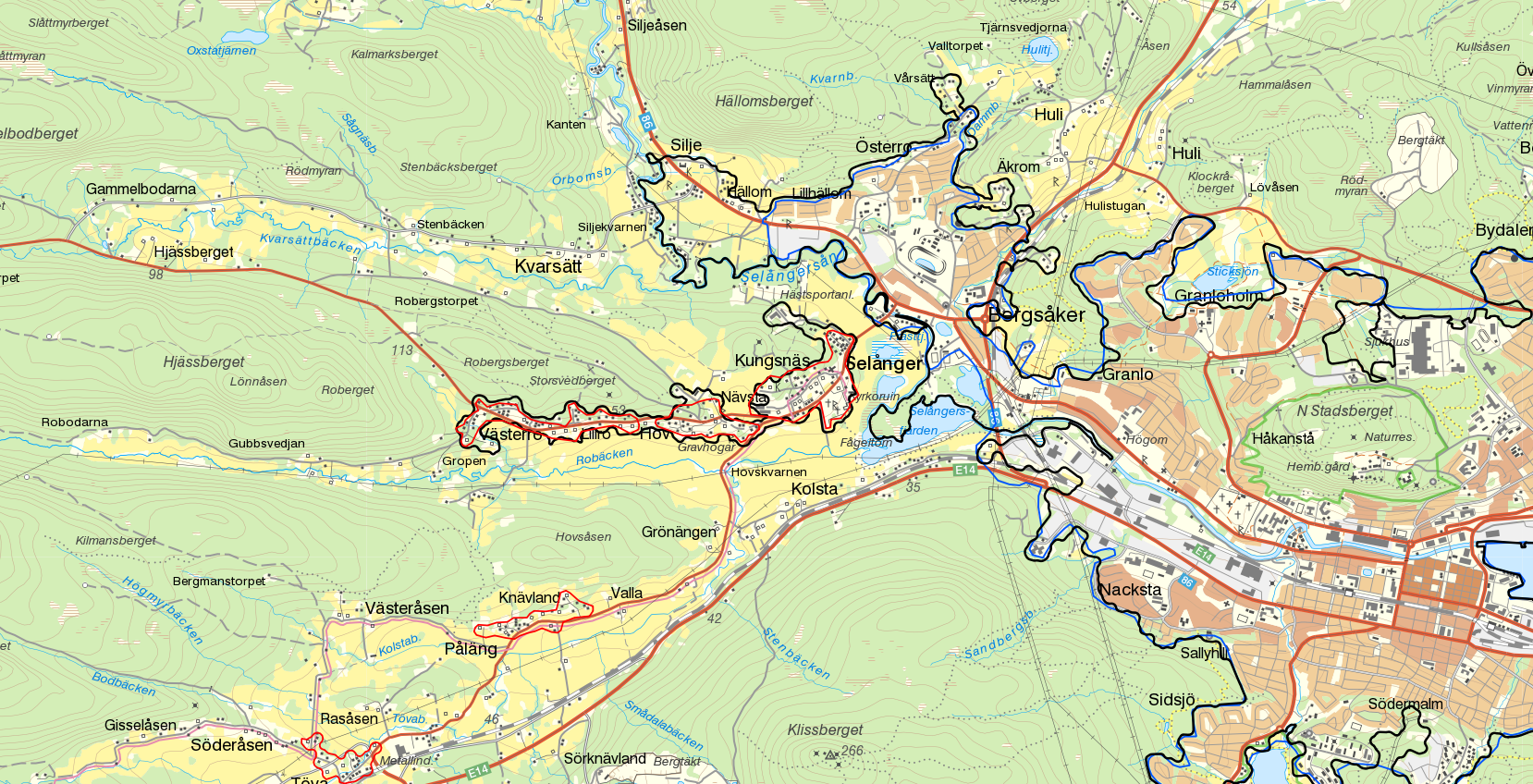
Selånger och Sundsvalls tätorter i svart. Småorterna Kungsnäs, Nävsta och Selånger, Hov och Västerro och Lillro såsom deras gränser såg ut 2010 i rött.

## Befolkningsutveckling
| Befolkningsutvecklingen i Selånger 2005–2020 | Befolkningsutvecklingen i Selånger 2005–2020 | Befolkningsutvecklingen i Selånger 2005–2020 | Befolkningsutvecklingen i Selånger 2005–2020 | Befolkningsutvecklingen i Selånger 2005–2020 |
| --- | -------------------------------------------- | -------------------------------------------- | -------------------------------------------- | -------------------------------------------- |
| |                                              |                                              |                                              |                                              |
| År |                                              |                                              | Folkmängd                                    | Areal (ha)                                   |
| 2005 | 2005                                         |                                              | 131                                          | 39#                                          |
| 2010 | 2010                                         |                                              | 133                                          | 39#                                          |
| 2015 | 2015                                         |                                              | 324                                          | 111                                          |
| 2020 | 2020                                         |                                              | 349                                          | 134                                          |
| Anm.: 2005 och 2010 avser småorten Kungsnäs och Nävsta och Selånger. 2015 ny tätort med namnet Selånger, däri också växt samman småorterna Hov och Västerro och Lillro. # Som småort. |                                              |                                              |                                              |                                              |

### Fotnoter
1. 1 2  Statistiska tätorter 2023, befolkning, landareal, befolkningstäthet per tätort, SCB, 28 november 2024, läs online.[källa från Wikidata]
2. ↑  Förändringar i antalet tätorter 2010-2015, SCB, 25 oktober 2016, läs online, läst: 26 oktober 2016.[källa från Wikidata]
3. ↑  Förändringar i antalet småorter 2010-2015, SCB, 19 december 2016, läs online, läst: 17 juni 2017.[källa från Wikidata]
4. 1 2  Kodnyckel för SCB:s statistiska tätorter och småorter - Koppling mellan gammalt och nytt kodsystem, SCB, 11 november 2021, läs online.[källa från Wikidata]
5. 1 2  ”Förändringar i antalet tätorter, 2010-2016”. Statistiska centralbyrån. http://www.scb.se/contentassets/3730f954f3d247c59b1e2f12e899db72/mi0810_2016a01_forandringar-i-antalet-tatorter-2010-2015.xlsx. Läst 14 november 2016.
6. ↑  ”Selångers kyrka”. Svenska kyrkan. 9 februari 2011. https://www.svenskakyrkan.se/default.aspx?id=748617. Läst 12 november 2016.
7. ↑  ”Landareal per tätort, folkmängd och invånare per kvadratkilometer. Vart femte år 1960 - 2015”. Statistiska centralbyrån. Arkiverad från originalet den 14 november 2016. https://web.archive.org/web/20161114235902/http://www.statistikdatabasen.scb.se/pxweb/sv/ssd/START__MI__MI0810__MI0810A/LandarealTatort. Läst 14 november 2016.